# 第15回JSLカップ
第15回JSLカップ（だい15かいJSLカップ）は、1990年8月19日から9月2日に行われた日本サッカーリーグ主催の大会である。大会はJSL1部、2部に所属する全28チーム参加によるトーナメント方式で争われた。今大会はブラジルから帰国し読売クラブに移籍した三浦知良の国内公式戦デビューとあって注目を集めた。決勝戦は名古屋市瑞穂公園球技場で行われ、優勝は日産自動車サッカー部であった。これにより日産は史上初の3連覇を達成。また過去2シーズン連続で三冠（JSL、天皇杯、JSL杯）を達成しており今シーズンも幸先の良いスタートとなった。

## 出場クラブ

### JSL1部
- 日産自動車サッカー部
- 読売サッカークラブ
- 全日空サッカークラブ
- 古河電気工業サッカー部
- ヤマハ発動機サッカー部
- 本田技研工業サッカー部
- ヤンマーディーゼルサッカー部
- NKKサッカー部
- 東芝サッカー部
- 松下電器産業サッカー部
- 三菱自動車工業サッカー部
- トヨタ自動車サッカー部

### JSL2部
- フジタサッカークラブ
- 日立製作所サッカー部
- マツダサッカークラブ
- 京都紫光サッカークラブ
- 富士通サッカー部
- 住友金属工業蹴球団
- 田辺製薬サッカー部
- 川崎製鉄サッカー部
- NTT関東サッカー部
- コスモ石油サッカー部
- 東邦チタニウムサッカー部
- 甲府サッカークラブ
- 新日本製鐵サッカー部
- 大阪ガスサッカー部
- 読売サッカークラブ・ジュニオール
- 大塚製薬サッカー部

## 試合

### 1回戦
- トヨタ自動車 2-0 川崎製鉄
- NKK 3-0 東邦チタニウム
- マツダ 2-2（PK4-3）京都紫光
- 全日空 4-0 新日鉄
- 松下電器 1-2 富士通
- 日立製作所 1-1（PK3-2）住友金属
- 東芝 3-0 田辺製薬
- 古河電工 4-1 甲府クラブ
- ヤンマー 1-0 三菱自動車
- NTT関東 2-0 大阪ガス
- 本田技研 2-1 読売ジュニオール
- コスモ石油 2-0 大塚製薬

### 2回戦
- 日産自動車 3-0 トヨタ自動車
- NKK 0-3 マツダ
- 全日空 1-1（PK4-2）富士通
- 日立製作所 0-4 読売クラブ
- ヤマハ発動機 1-0 東芝
- 古河電工 1-1（PK4-1）ヤンマー
- NTT関東 0-2 本田技研
- コスモ石油 3-1 フジタ

### 準々決勝
- 日産自動車 1-0 マツダ
- 全日空 1-0 読売クラブ
- ヤマハ発動機 1-1（PK4-5）古河電工
- 本田技研 1-0 コスモ石油

### 準決勝
- 日産自動車 1-0 全日空
- 古河電工 0-0（PK4-3）本田技研

### 決勝
| 1990年9月2日 14:00 |

| 日産自動車                        | 3 - 1 | 古河電工      |
| レナト 22分 OG 27分 木村和司 44分 |       | 菅野将晃 35分 |

| 名古屋市瑞穂公園球技場 |